# Virtueel pijporgel

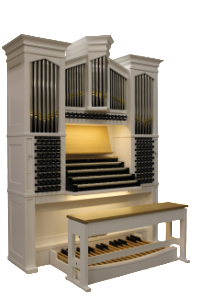
Virtueel orgel met loze orgelpijpen

Een virtueel pijporgel is een muziekinstrument dat op elektronische wijze het geluid voortbrengt van bestaande pijporgels. Het geluid wordt niet opgewekt door een toongenerator maar via een virtueel pijporgelprogramma. Dit is een in de computer ingeladen sampleset van een of meer pijporgels. De aansturing vindt plaats door middel van een of meer keyboards of andere elektronische speeltafels.

## Opbouw
Het geheel bestaat uit een speeltafel met een aantal klavieren (1-5) en in uitbreiding met voetpistons, zwelpedaal, rolzweller en displays. Met dit geheel wordt een computer aangestuurd door de MIDI-uitgang van de speeltafel of digitaal orgel door deze met een MIDI-kabel met de computer te verbinden. MIDI staat voor Musical Instrument Digital Interface, een elektronische component die commando’s (bijvoorbeeld: kies het orgel van de Notre Dame de Paris met hoofdmanuaal 8’ roerfluit + 16’ bourdon, bovenmanuaal, pedaal, koppels, enzovoort) omzet voor de geluidskaart in de computer. De gegevens die met de speeltafel worden afgegeven, worden zo via het zogenoemde Hauptwerk-programma in de computer omgezet naar het gewenste geluid.
De speeltafel bevat behalve een of meer klavieren ook schakelaars of druktoetsen om verschillende commando's door te geven, zoals opname of afspelen van gespeelde stukken, het koppelen van manualen of overzetten van pedaal op een manuaal.
De displays zijn uitgevoerd als aanraakschermen, waarop de verschillende registers staan aangegeven en dienen om deze als commando’s door te geven aan de MIDI. Ook zijn registerschakelaars of registertrekknoppen, zoals bij een echt orgel mogelijk.

## Hauptwerk

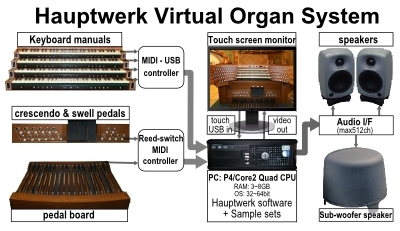
Schematische voorstelling van een Hauptwerk virtueel orgel systeem

Het Hauptwerk-programma is een speciaal voor het virtueel pijporgel ontwikkeld programma dat alle functies van een orgel kan weergeven, zoals tonen, galm, aanzetten van de luchtpomp, geluid van het instellen van de registerknoppen enzovoort. Het programma bevat een van tevoren ingeprogrammeerde sampleset van een pijporgel. Het is mogelijk meer samplesets in de computer te laden, zodat meerdere orgels kunnen worden bespeeld. Ieder sampleset bevat naast het specifieke geluid van het orgel ook de voor dat orgel kenmerkende registraties en de voor het kerkgebouw, waarin dat orgel zich bevindt kenmerkende akoestiek. Het geheel kan voorzien worden van een omkasting, al dan niet voorzien van versieringen met loze orgelpijpen en ingebouwde luidsprekers.

## GrandOrgue
Het GrandOrgue-programma is een gratis en opensource virtueel pijporgel programma dat meerdere gratis verkrijgbare samplesets kan laden.

## Samples
Een sampleset is nodig om een computer door middel van een MIDI-kabel van een virtueel orgel aan te sturen. De sampleset bestaat uit een reeks individueel opgenomen korte klanken van de orgelpijpen van één specifiek pijporgel, van iedere orgelpijp één met een lengte van 5-20 seconden. Deze sampleset vormt de basis voor het spelen van allerlei orgelwerk, compleet met de bij het kerkgebouw behorende akoestiek, waarin het echte orgel zich bevindt.
De computer wordt geladen met een of meer samplesets. Elke sampleset bevat de klanken van één specifiek en bestaand orgel, bijvoorbeeld van het Müllerorgel in de St. Bavokerk in Haarlem. Van iedere orgelpijp wordt het geluid opgenomen, meestal in het register prestant 8', omdat dit de voornaamste klank van het orgel is. Dat kan via een wet sample of een dry sample.
Bij een wet sample worden de tonen opgenomen 5-10 meter vanaf het orgel. De kerkgalm wordt hierbij mee opgenomen. Bij een dry sample wordt de toon direct opgenomen zo dicht mogelijk bij de orgelpijp. Beide samples duren per toon 5-20 seconden. Wil men een lange toon laten horen, dan kan dat via een loop (lus). De kwaliteit van de geluidskaart in de computer bepaalt uiteindelijk de zuiverheid van het weergegeven geluid en met name dat van de 16’- en 32’-registers.

## Bespeling
Het bespelen van een virtueel pijporgel vraagt van de organist enige gewenning omdat de aanslag van de toetsen en vooral de pedalen leidt tot een snellere respons van de pijpklank dan bij een echt pijporgel. Op een pijporgel moet de organist rekening houden met vertraging van de luchtstroom naar de pijpen toe, met name bij de 16’ en 32’-registers.